# Kim Če-tok
Kim Če-tok (hangulem 김제덕, Kim Če-dŏk, anglickým přepisem Kim Je-deok; * 12. dubna 2004 Soul) je jihokorejský reprezentant v terčové lukostřelbě.
Lukostřelbě se věnuje od devíti let, ve dvanácti vystupoval jako zázračný střelec v televizní talentové soutěži. Na mistrovství světa mládeže v lukostřelbě v roce 2019 vyhrál soutěž mužských družstev a smíšených družstev a byl třetí v soutěži jednotlivců. 
Na Letních olympijských hrách 2020 původně neměl startovat, protože si při kvalifikaci poranil rameno, avšak díky odkladu her v důsledku pandemie covidu-19 se stačil uzdravit a byl nominován. V sedmnácti letech byl Kim Če-tok nejmladším ze všech lukostřelců na hrách. Podílel se na prvenství Jihokorejců mezi mužskými družstvy, spolu s An San také vyhrál soutěž smíšených dvojic, která měla v Tokiu olympijskou premiéru. V soutěži jednotlivců vyhrál nástřelem 688 bodů kvalifikaci, avšak ve druhém kole vyřazovací fáze vypadl s Němcem Florianem Kahllundem. 
Na mistrovství světa v lukostřelbě v roce 2021 byl čtvrtfinalistou individuální soutěže a členem vítězného týmu, na světovém šampionátu v roce 2023 tuto bilanci zopakoval. Na Asijských hrách v roce 2022 získal zlatou medaili v soutěži družstev.